# Municipio de Spring (condado de Lincoln)
El municipio de Spring (en inglés: Spring Township) es un municipio ubicado en el condado de Lincoln en el estado estadounidense de Arkansas. En el año 2010 tenía una población de 765 habitantes y una densidad poblacional de 6,41 personas por km².

## Geografía
El municipio de Spring se encuentra ubicado en las coordenadas 34°2′24″N 91°54′5″O / 34.04000, -91.90139. Según la Oficina del Censo de los Estados Unidos, el municipio tiene una superficie total de 119.4 km², de la cual 119,4 km² corresponden a tierra firme y (0 %) 0 km² es agua.

## Demografía
Según el censo de 2010, había 765 personas residiendo en el municipio de Spring. La densidad de población era de 6,41 hab./km². De los 765 habitantes, el municipio de Spring estaba compuesto por el 75,56 % blancos, el 20,13 % eran afroamericanos, el 0,26 % eran amerindios, el 0,13 % eran asiáticos, el 1,83 % eran de otras razas y el 2,09 % eran de una mezcla de razas. Del total de la población el 2,61 % eran hispanos o latinos de cualquier raza.